# Atlantic City (Wyoming)
Atlantic City é uma Região censo-designada localizada no estado norte-americano de Wyoming, no Condado de Fremont.

## Demografia
Segundo o censo norte-americano de 2000, a sua população era de 39 habitantes.

## Geografia
De acordo com o United States Census Bureau tem uma área de 
54,6 km², dos quais 54,6 km² cobertos por terra e 0,0 km² cobertos por água. Atlantic City localiza-se a aproximadamente 2221 m acima do nível do mar.

## Localidades na vizinhança
O diagrama seguinte representa as localidades num raio de 88 km ao redor de Atlantic City. 